# Micropaleontologia

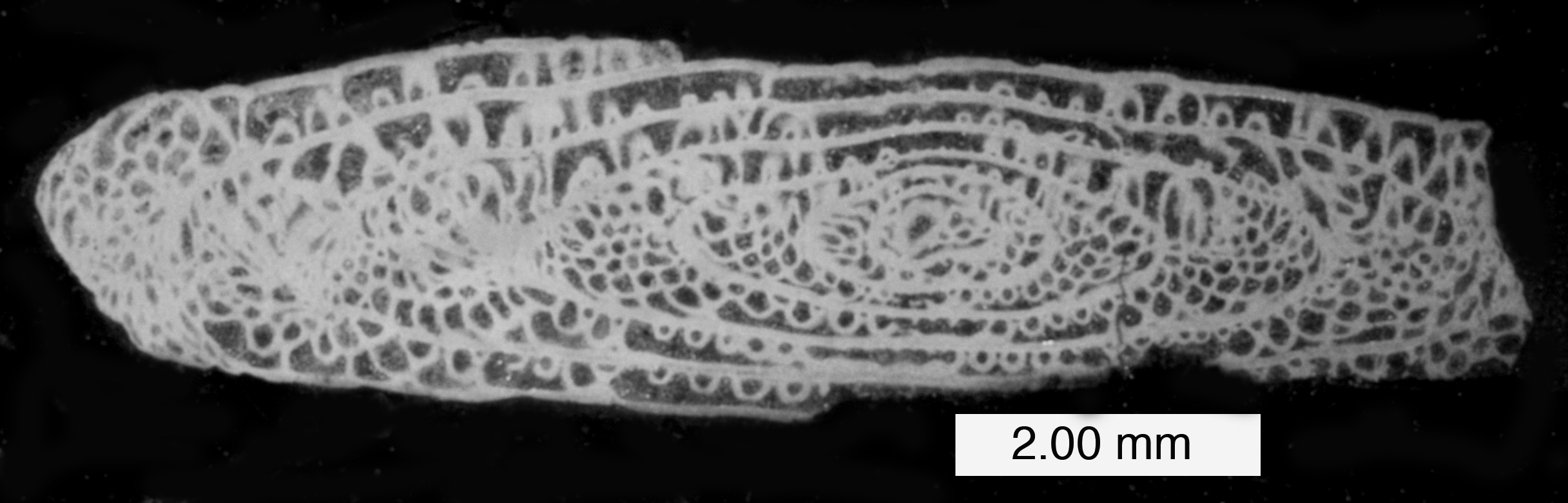
Triticites d'Iowa (Permià).

Micropaleontologia és la branca de la paleontologia que estudia els microfòssils.

## Microfòssils

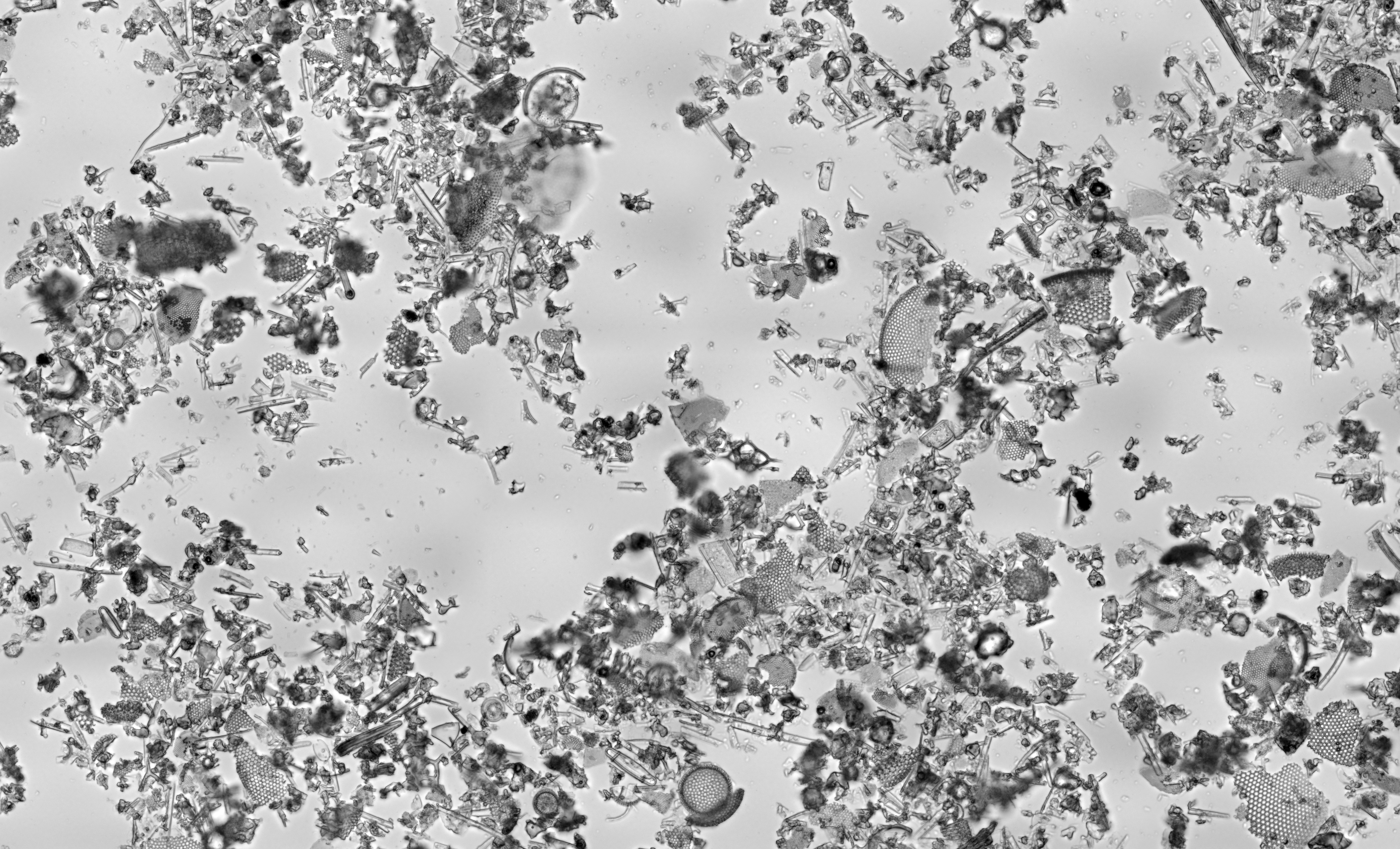
Terra de diatomees a escala de 6.236 pixels/μm.

Els microfòssils són fòssils generalment de menys de quatre mil·límetres, i més sovint menors d'un mil·límetre, per fer-ne l'estudi cal un microscopi electrònic. Els fòssils que es poden estudiar a ull nu es diuen macrofòssils. La línia fronterera entre uns tipus de fòssils i un altre queda una mica difuminada.
Per exemple en els formadors de colònies bryozoa (especialment els Cheilostomata) les colònies són grosses però els individus molt petits es poden estudiar en micropaleontologia o en paleontologia general.
També en molts fòssils del gènere Foraminifera alguns són prou grossos com els del gènere Nummulites.
Els microfòssils són característics en el registre geològic des del Precambrià fins a l'Holocè. Els microfòssils més abundants són els esquelets dels protistes de Chrysophyta, Pyrrhophyta, Sarcodina, Acritarch i Chitinozoa, junt amb pol·len i espores de plantes vasculars.

## Àrees d'estudi
La micropaleontologia es pot dividir en quatre àrees segons la composició dels microfòssils: (a) calcaris, com en cocolits i foraminifera, (b) fosfàtics, en l'estudi d'alguns vertebrats, (c) silicis, com en diatomea i radiolaria, o (d) orgànics, com en el pol·len i espores estudiats en la palinologia.